# Norrhult-Klavreström
Norrhult-Klavreström – miejscowość (tätort) w Szwecji, w regionie administracyjnym (län) Kronoberg, w gminie Uppvidinge.
Według danych Szwedzkiego Urzędu Statystycznego liczba ludności wyniosła: 1184 (31 grudnia 2015), 1238 (31 grudnia 2018) i 1258 (31 grudnia 2019).